# Susanna Andersson
Susanna Andersson (geb. 7. Dezember 1977 in Östersund, Schweden) ist eine schwedische Opernsängerin (Sopran).

## Leben
Andersson studierte an der Guildhall School of Music and Drama in London. Ihr Bühnendebüt gab sie 2005 in Mozarts Don Giovanni in der Rolle der Zerlina an der Grange Park Opera in Alresford (City of Winchester). Von 2007 bis 2009 gehörte sie dem Ensemble der Leipziger Oper an. Sie sang am Teatro Colón in Buenos Aires, an der English National Opera, der Opera North, der Garsington Opera, dem Staatstheater Nürnberg, dem Nationaltheater Weimar, der Folkoperan in Stockholm, dem Schwedischen Theater in Turku und der Dänischen Nationaloper in Aarhus.
Sie konzertierte mit dem Pianisten Eugene Asti in der Carnegie Hall in New York, im Wiener Musikverein und im Amsterdamer Concertgebouw und sang unter den Dirigenten Christopher Hogwood, Lawrence Foster, Roy Goodman, Andrew Manze und Ingo Metzmacher. Zu ihrem zeitgenössischen Repertoire gehören Werke von Julian Anderson, George Benjamin, Oliver Knussen, György Ligeti, Luigi Nono, Siegfried Matthus und Wolfgang Rihm. Sie sang die Uraufführungen der ihr gewidmeten Werke Gaudete des schottischen Komponisten Stuart MacRae und Animal Songs des schwedischen Komponisten Albert Schnelzer.

## Auszeichnungen und Preise
- 2000: Finalistin des The Young Kathleen Ferrier Award
- 2001: Halbfinalistin des Internationalen Mozartwettbewerbs
- 2003: Goldmedaille der Guildhall School of Music and Drama
- 2004: Sigrid Paskells Stipendium für Darstellende Kunst
- 2004: Liederpreis beim Kathleen Ferrier Award

## Opernrollen
- Atalanta, Xerxes (GSMD)
- Lucia, The Rape of Lucretia (Nürnberg KammerMusikFestival, 2003)
- Königin der Nacht, Die Zauberflöte (Oxford Philharmonia, 2006)
- Flora, The Turn of the Screw (Nürnberg KammerMusicFestival, 2004)
- Philline, Mignon (GSMD, 2005)
- Therese, Die Brüste des Tiresias (GSMD)
- Susanna, Figaros Hochzeit (Guildhall 2004)
- Adina, L’elisir d’amore (Staatstheater, Nürnberg, 2006)
- Giannetta, L’elisir d’amore (Opera North, 2007)
- Echo, Narcissos und Echo (Jay Schwartz) (The Lindbury Theatre at Covent Garden, 2007)
- Papagena, Die Zauberflöte (English National Opera, 2007)
- Die Freundin, Von heute auf morgen (Arnold Schönberg) (Oper Leipzig, 2008)
- Blondchen, Die Entführung aus dem Serail (Oper Leipzig, 2008)
- Servilia, La clemenza di Tito (Oper Leipzig, 2008)
- Valencienne, The Merry Widow (Oper Leipzig, 2008)
- Papagena, Die Zauberflöte (Oper Leipzig, 2008)
- Zerbinetta, Ariadne auf Naxos (Oper Leipzig, 2008)
- Venus/Gepopo, Le Grand Macabre (English National Opera, 2009)
- Oscar, Un ballo in maschera (Teatro Colón of Buenos Aires, 2013)